# 绩溪华溪蟹
绩溪华溪蟹（学名：Sinopotamon jichiense）为溪蟹科华溪蟹属的动物。在中国大陆，分布于安徽、浙江等地，一般栖息于平原区高山山溪上游石块下、水流急。